# Kai Söderhjelm
Kai Söderhjelm, född 13 augusti 1918 i Helsingfors, Finland, död 18 maj 1996 i Göteborg, Sverige, var en finlandssvensk författare, journalist, bibliotekarie. Han var son till Henning Söderhjelm.
Familjen kom till Göteborg 1923, men Söderhjelm återvände till hemlandet 1939–1940, för att delta i Finska vinterkriget. 1940 blev han Göteborgs-Tidningens krigskorrespendent i Norge under andra världskriget
Kai Söderhjelm debuterade som författare 1948. Han bodde 1953–1965 i Kiruna och arbetade där som stadsbibliotekarie. 1965 var han tillbaka i Göteborg för att bli chef på Västra Frölundas bibliotek och sedan avancera till Göteborgs stadsbibliotek.
I sina trettiotal böcker behandlar han pacifism, relationen mellan historien och nutiden samt kvinnosaksfrågan.

## Priser och utmärkelser
- 1954 – Tidningen Vi:s litteraturpris
- 1960 – Nils Holgersson-plaketten för Mikko i kungens tjänst